# João Barbosa Coelho
João Barbosa Coelho, (Lisboa, 1809 — Lisboa, 11 de janeiro de 1909), foi um guarda-livros luso-brasileiro, fundador da Biblioteca Riograndense, a mais antiga do Rio Grande do Sul.
Sua família emigrou de Portugal, fugindo das consequências da Invasão Napoleônica, juntando-se a outros parentes que haviam se refugiado no Brasil. 
Chegaram em meados de 1828, se estabelecendo na Bahia. Anos mais tarde, sua família mudou-se para a corte, no Rio de Janeiro, em busca de melhores condições para educar o filho.
No Rio, Barbosa Coelho se tornou guarda-livros e, ansioso por empreender em uma nova terra, aos 26 anos mudou-se para o Rio Grande, onde chegou em  21 de outubro de 1845. Começou trabalhando como guarda-livros na casa comercial de Manuel Marques das Neves, de quem futuramente se tornou sócio.
Depois de dez meses na cidade, reuniu alguns amigos lusitanos na Sociedade Bailante e, em 15 de agosto de 1846, estas 25 pessoas fundaram o Gabinete de Leitura, que deu origem a Biblioteca Riograndense, a mais antiga do Rio Grande do Sul.
Casou-se com Joaquina Cardoso e teve três filhos, dois homens e uma mulher.  Foi nomeado cônsul de Portugal no Rio Grande. Em prol da educação dos filhos, em 2 de abril de 1865, voltou para o Rio de Janeiro, onde seus filhos homens se formaram em Direito e a filha mulher se escultora. Porém, para sua infelicidade, todos os filhos faleceram, pouco após a formatura.
Anos mais tarde, retornou à terra natal, onde viveu no segundo andar da casa na Rua Passos Manoel, nº. 3, até sua morte, aos noventa anos.